# VC Sneek
VC Sneek är en volleybollklubb från Sneek, Nederländerna. Klubben bildades genom att klubbarna Animo och Olympus Sneek gick samman 1997. Laget har vunnit nederländska mästerskapen två gånger (2014/2015 och 2015/2016) och nederländska cupen lika många gånger (2013/2014 och 2016/2017).